# Reino de Dongdan
El Reino de Dongdan (en chino simplificado: 东丹) fue un reino títere de la Dinastía Liao para gobernar el antiguo reino de Balhae.

## Historia
Después de conquistar Balhae (Bohai) en 926, el príncipe heredero de Liao, Yelü Bei, ascendió al trono de Dongdan en la fortaleza de Huhan, la antigua capital de Balhae, en la actual Mudanjiang, provincia de Heilongjiang. El estado usó Dongdan como su nombre chino, que significa Dan Gur del Este (Bohai), con respecto a la dinastía Liao en el oeste. 
Sin embargo, la tensión política pronto evolucionó entre Yelü Bei y su hermano menor Yelü Deguang, quien tomó el trono imperial de la dinastía Liao después de la muerte de su padre Yelü Abaoji, en el camino a su tierra natal después de una campaña relativamente exitosa contra los Tang posteriores. El nuevo emperador ordenó a su hermano mayor que trasladara su capital de Huhan, en el este de Manchuria, a Liaoyang, en el oeste de Manchuria.
Yelü Bei obedeció la orden imperial pero pronto huyó al norte de China para evitar un posible asesinato en 930. El hijo de Yelü Bei fue elevado al nuevo rey de Dongdan, pero el reino fue anexado por la Dinastía Liao en 936. Una minoría de historiadores sugieren que Dongdan fue anexado en 982. Por otro lado, algunos creen que Dongdan nunca fue un "reino independiente", pero la antigua área de Balhae fue anexada instantáneamente en 926 por la dinastía Liao.
Para continuar las relaciones amistosas de Balhae con Japón, Dongdan envió una misión diplomática al Mar de Japón en 929. Pero la corte japonesa en Kioto rechazó la misión de Dongdan, debido a su lealtad al antiguo régimen de Balhae.